# سنت الیزابت، جامائیکا
سنت الیزابت (انگلیسی: Saint Elizabeth)، یکی از بزرگترین کلیساهای جامائیکا است که در جنوب غربی این جزیره واقع شده‌است.